# Mariusz Sacha
Mariusz Sacha (Bielsko-Biała, 19 juli 1987) is een Poolse oud-voetballer (middenvelder) die zijn hele leven voor Poolse clubs uitkwam. Sacha was ook meermaals jeugdinternational waardoor op het Wereldkampioenschap voetbal onder 20 - 2007 in actie kwam.